# Tehnologija drevnih civilizacija
Tehnologija drevnih civilizacija se odnosi na urbanu revolucija, koja označava kraj kamenoga doba i početak brončanoga doba, kraj prapovijesti i početak povijesti, koja je započela prije otprilike 6000 godina na Bliskom istoku i u konačnici je dovela do prvih civilizacija, sa svim društvenim i povijesnim posljedicama koje ih prate: visoka gustoća stanovništva (veće populacije), gradovi, razvoj složenih i raslojenih društava (specijalizacija struka i oštrija podjela rada), centralizirana politička i gospodarska vlast (nastanak i organiziranje regionalnih država), institucije prisile (vojska, prikupljanja poreza, policija), vjerske institucije i klasa svećenika, monumentalna arhitektura (palače, hramovi, spomenici), širenje trgovine, novac, standardizirani utezi i mjere, kontrola nad mineralnim izvorima, nastanak pisma, matematike i astronomije.

## Drevne civilizacije
Gospodarski temelj prvih civilizacija je novi oblik poljodjelstva, različit od neolitičkog poljodjelstva ili stočarstva, općenito putem umjetnoga navodnjavanja. Tu je jednostavno vrtlarenje zamijenjeno obrađivanjem polja zasnovanim na velikim mrežama za upravljanje vodama, građenim i održavanim putem javnih radova, koje su izvodile skupine okupljene na temelju radne obveze (tlake) i koje su nadgledali inženjeri u službi države. 
U subtropskim je područjima poljodjelstvo s navodnjavanjem vrlo učinkovito i moguće je postići prinose dovoljne za izdržavanje brojnog stanovništva. Rijeke krcate muljem osiguravaju vodu za navodnjavanje i, napose kad su umjetno kontrolirane, obogaćuju okolno tlo. No ratarstvo s navodnjavanjem i kontrola poplava zahtijevaju hidrauličke građevine, kako bi se voda dovodila gdje i kad je potrebna, i stanovitu razinu zajedničkog djelovanja nužnu za njihovu izgradnju i održavanje: treba isušiti močvare, izgraditi brane, nasipe, kanale, ustave, terase, spremnike, obzide, a sve to treba čistiti i održavati. Nadalje, prijepore oko vode mora riješiti neka središnja vlast, a viškove treba spremiti, čuvati, braniti i dijeliti po potrebi. 
Ratovanje je postalo stalno i premašilo je uobičajene provale. Ono je sada uključivalo osvajanje i podčinjavanje, jer u već popunjenom prebivalištu poražene skupine nisu mogle naprosto pobjeći i oblikovati novu ratarsku zajednicu na drugom mjestu. Prije tog vremena, i u paleolitiku i u neolitiku, poražene su se skupine općenito mogle preseliti u nova područja, ali u okolišno ograničenim područjima poput doline Nila ratari nisu imali kamo otići. Pobjednici nisu preuzimali samo zemlju i male sustave navodnjavanja, već su potčinjavali i ovladavali poraženim skupinama, pošteđujući im život u zamjenu za robovski rad u održavanju sustava intenziviranog ratarstva. 

### Drevna Mezopotamija
Do 4000. pr. Kr. neolitička su sela popunila dolinu između Tigrisa i Eufrata u današnjem Iraku, tj. u Mezopotamiji (zemlji između rijeka). Lokalne su vlasti isušile močvare u donjoj delti i kasnije izgradile široki sustav navodnjavanja u dolini uz rijeke. Prvo su naseljena sjeverna brdovita područja, koja primaju više kiše. Južna i središnja područja imaju sušu klimu i teže suho tlo. No zbog naplavnog mulja je to tlo veoma plodno i oko 4000. pr. Kr. su južna područja, zahvaljujući sustavu navodnjavanja i isušivanja, postala naprednija od sjevernih. To je postala civilizacija Sumera, a kasnije Babilonija. Za razliku od Egipta, a možda zbog promjenljivih i nepredvidljivih obrazaca poplava Tigrisa i Eufrata, Mezopotamijom nije vladalo jedinstveno kraljevstvo, već se je niz gradova-država s na njima utemeljenim carstvima, uzdizao i padao kroz tisućljeća koja su uslijedila. Sve su se te civilizacije temeljile na navodnjavalačkom ratarstvu. Glavni su kanali bili široki do 20 metara i protezali su se kilometrima, sa stotinama spojnih kanala. Sve su mezopotamijske civilizacije razvile centralnu političku vlast i složenu birokraciju u svrhu prikupljanja, pohranjivanja i preraspodjele poljodjelskih viškova te pismo, matematiku i astronomiju.

### Drevni Egipat
Dolina Nila je uska traka zelenila, široka od 20 do 50 kilometara i duga stotinama kilometara, okružena pustinjom na istoku i zapadu, planinama na jugu i morem na sjeveru. Neolitička naselja su se namnožila duž Nila i već su se oko 5500. pr. Kr. pojavila prva kraljevstva. Dosad je prepoznato sedam preddinastičkih kraljevstava do otprilike 3400. – 3200. pr. Kr. Negdje u to doba je kralj Menes ujedinio dva kraljevstva, ono Donjeg Egipta i ono Gornjeg Egipta, i tako postao prvi egipatski faraon prve dinastije. Prema tradiciji, Menes je organizirao hidrauličke radove, podigavši nasip na Nilu kraj Tebe. Uslijedio je snažan rast egipatske civilizacije. Egipat je na temelju upravljanja godišnjim poplavama Nila razvio sve odlike visoke civilizacije, uključujuću velike građevine poput piramida u Gizi. Od početka se je u odgovarajućoj mjeri razvijala i centralizirana vlast. Egipatsku je vojsku činilo 20 000 vojnika. Faraoni su postali zakoniti baštinici svega u Egiptu i apsolutno su kontrolirali svojih 2 500 000 podanika. Razvili su se birokracija, pismo, matematika, elementarna astronomija, obrtnička umijeća i sve druge odlike civilizacije.

### Civilizacija Doline Inda
Do 7000. pr. Kr. duž Inda su se pojavila neolitička naselja. Civilizacija se tu možda razvila sama od sebe, ali je moguće da su neke njene glavne odlike pristigle s doseljenicima ili trgovcima iz drevne Mezopotamije. Kako bilo da bilo, naplavna dolina rijeke Ind je pružila nužnu podlogu za Civilizaciju Doline Inda, a poljodjelstvo s navodnjavanjem potrebna sredstva. Gradovi Mohendžo Daro i Harappa u današnjem Pakistanu su se razvili oko 2300. pr. Kr. Harapska civilizacija se je nakon toga proširila u unutrašnjost i duž obala Arapskoga mora. Narodi doline Inda su kultivirali suhe doline i izgradili nasipe za zaštitu gradova od nepredvidivih, muljem bogatih poplava. Broj stanovnika grada se procjenjuje na 40 000. Korišteni su bakar, bronca, zlato, srebro, kositar i druge kovine. Lončari su proizvodili posude s glazurom. Razvijeno je pismo i viša učenost. No nakon 1750. pr. Kr. izvorna urbana kultura Inda opada, vjerojatno zbog klimatskih i ekoloških razloga, uključujući promjenu toka rijeke Ind.

### Drevna Kina
U Kini se prvi razvoj civilizacije opaža duž rijeke Huang He (Žuta rijeka). Do 2500. pr. Kr. se tisuće kasnoneolitičkih sela proširilo duž rijeke, a kad je uvedeno poljodjelstvo s navodnjavanjem nastala su kraljevstva. Veliki Shun, navodni utemeljitelj prve Dinastije Xia je legendaran u Kini kao vladar koji je kontrolirao vode. Dinastija Shang (oko 1600. pr. Kr. do oko 1046. pr. Kr.), koja označava dokumentirane početke kineske civilizacije, je zagospodarila dolinom Žute rijeke zahvaljujući širokom sustavu navodnjavanja. Kasnije su tehnike navodnjavanja prenesene južnije, do rijeke Jangce. Uzgoj riže se iz južne Kine proširio prema sjeveru i također je uključivao kontrolu vode. Tijekom cijele kineske povijesti je jedna od uloga vlasti bila graditi i održavati sustav navodnjavanja. Rezultat toga su mnogi kanali, nasipi, brane i umjetna jezera širom Kine. Svjesna vladina politika zaštite voda i unaprijeđenja poljodjelstva je uključivala i isušivanje, što je sve zahtijevalo uključivanje velikog broja seljaka u prisilan rad, tlaku. Rana kineska civilizacija je gradila gradove sa zaštitnim zidinama, palačama i ceremonijalnim središtima. Rana kineska država je gradila žitnice i održavala stajaću vojsku. Razvijena je istančana brončana metalurgija.

## Postignuća tehnologije drevnih civilizacija
Materijalni dokazi pokazuju da je drevni obrtnik često po djelima ravnopravan modernom. Međutim, njegova su znanja i tehnika posve iskustveni, nedostaje mu teorijska podloga. Rad se temeljio na iskustvenim metodama. Isprobavane su različite mogućnosti naslijepo, ali veoma strpljivo. Kad bi se ostvario željeni cilj, tu se je i zaustavio. Drevni je čovjek, kad bi postigao što je htio, naprosto postavio naputak za postizanje toga cilja, poput recepta u kuharici. Naputak za caklinu na lončariji, oko 1700. pr. Kr., daje željeni ishod. Kako do toga dolazi, nije bilo na obrtniku da istražuje. Shvaćao je te preobrazbe kao čuda.

### Pismo
Oko 4000. pr. Kr. se opaža prva uporaba pečata u drevnoj Mezopotamiji. Bili su načinjeni od pečene gline ili kamena, u koje je bio ugraviran geometrijski uzorak, čini se kao oznaka vlasnika. To je temelj razvoja pisma. Oko 3500. pr. Kr. se u Mezopotamiji opaža pisanje na pločicama od svježe gline, koje su potom sušene i pohranjivane (urezivanje znakova u materijal). Prvo se javlja slikovno pismo, u kojem napisani znak zastupa sam predmet (ideogrami piktogrami). U drevnom Egiptu je za pisanje rabljen materijal nalik papiru, dobiven od stabljike papirusa. Stabljike su rezane na trake koje su ukrštane i tučene drvenim batom da bi se dobio tanki materijal koji se mogao namatati. Na njima se pisalo pomoću tinte. Oko 3000. pr. Kr. pojavio se sustav logograma, znakova za riječi, u okviru kojeg su uobličeni znakovi za važne riječi, poput egipatskih hijeroglifa. U hijeroglifnom pisanju znakovi također mogu prikazivati zvukove ili slogove, što je pak začetak slogovnog pisma. Posve slogovni sustav razvio se oko 1500. pr. Kr., što je omogućilo da se zapiše sve što se može izreći. Konačno, oko 800. pr. Kr. se u staroj Grčkoj razvilo slovno pismo u kojem postoji znak za svaki zvuk, suglasnik i samoglasnik, uklapanjem samoglasnika u semitski alfabet koji su razvili Feničani, oko 1100. pr. Kr., a koji su Grci usvojili i usavršili. 

### Račun
U svim prvotnim drevnim civilizacijama nalazimo neka matematička i astronomska znanja i umijeća. Sve su rane civilizacije razvile neovisno takva znanja, svaka razvija svoj računski sustav i kalendar. Ona su u pravilu rezultat djelatnosti koje su se odvijale na dvoru i za potrebe dvora, radi se o znanjima potrebnim za održavanje sustava države, a razvila su se iz praktičnih društvenih potreba: planiranje poljodjelskih aktivnosti i vjerskih svetkovina, prikupljanje poreza i dijeljenje plaća, vođenje zapisa prihoda i rashoda, planiranje i gradnja sustava navodnjavanja i građevina, opremanje vojske i drugo. Ustroj tih znanja odražava osnovnu namjenu kojoj su služila – održavanje državne uprave. 

### Mjerenje vremena
Gospodarstvo drevne egipatske države počiva je na poljodjelstvu. Ono je ovisno o godišnjim dobima i biološkim ciklusima, kojima pak upravljaju astronomske periodičke pojave, poput dana, mjeseca i godine. Stoga glavni uvjeti života ovise o toj periodičnosti. Otud slijedi i zanimanje za tu periodičnost, tj. za astronomske pojave, koje ima nekoliko vidova. Astronomija se također rađa iz potrebe, ona se sastoji u motrenju, bilježenju i uspoređivanju. Oblikovanje kalendara zahtijeva više no što može obaviti poljodjelac, traži bilješke, tj. poznavanje pisma. To je zadaća koju moraju obaviti obrazovani ljudi koji ne troše vrijeme na zemljoradnju, a to su opet svećenici-činovnici.
Glavni godišnji događaj bio je početak poplave Nila. Obično sredinom srpnja, ali uz velika odstupanja. Obećava obnavljanje života, nakon što je zemlja nakon ljeta postala jalova. Utvrdili su da razdoblje između dviju poplava traje prosječno 365 dana. To je bila nilska godina, koja nije imala nikakve veze s astronomskom. Oko 2400. pr. Kr. uvode kalendarsku godinu od 365 dana, ali bez popravaka za usklađivanje s astronomskom. Nakon nekog vremena taj je naziv stoga posve izgubio smisao. Zamijetili su da u prosjeku početku poplave neposredno prethodi pojavljivanje Siriusa na nebu neposredno pred zoru. Svećenici su bili zaduženi da uoče taj događaj na nebu i objave početak priprava za poplavu.
Poznavali su približno trajanje lunarnog mjeseca, trajanje kojeg su prilagodili godini (mjesec im je trajao 30 dana). Stvarno je trajanje 29,53 dana. Službeni kalendar: 12 mjeseci po 30 dana + 5 dana na kraju godine. To je pametniji kalendar od lunarnih i lunarno-solarnih babilonskih kalendara i kaotičnih kalendara grčkih gradova-država, koji svi nastoje održati mjesece u skladu s opažanim fazama Mjeseca. No taj razmak ne odgovara cijelom broju dana (29,53). Ozbiljniji problemi nastaju stoga što se godina ne može podijeliti na cijeli broj potpunih lunarnih mjeseci. 
Najstarije pokušaje mjerenja vremena vežemo uz drevne Egipćane, koji su pravili zvjezdane satne karte po kojima se moglo odrediti doba noći prema zvijezdama koje su se pojavile na nebu. Za određivanje vremena po danu kasnije su razvili primitivne sunčane satove – sjena vodoravnog štapa postavljenog na dva okomita je postupno prelazila niz oznaka, od izlaska do zalaza Sunca. U grobnici faraona Setija I., koji je vladao oko 1300. pr. Kr. su pronađene upute za izradu takvih satova. Od 1417. do 1379. pr. Kr. je egipatski dvorski činovnik Amenemhet izumio vodeni sat ili klepsidru, sudeći po natpisu na njegovu grobu. Iz posude je kroz rupu istjecala voda, a vrijeme se mjerilo spuštanjem površine vode kraj satnih oznaka (noć je uvijek bila podijeljena na 12 sati, bez obzira na godišnje doba, pa su za svaki dio godine postojale posebne oznake). Najstariji očuvani vodeni sat (u fragmentima) potječe s početka 14. st. pr. Kr.

### Navodnjavanje
Prvi su sustavi navodnjavanja vjerojatno bili iskopani u četvrtom tisućljeću pr. Kr., a načinili su ih zemljoradnici na jugu današnje Rusije. Kanali su bili dugi do 2,5 km, duboki oko 1,2 m i široki do 3 m.
U drevnoj Mezopotamiji su snažno poljodjelstvo omogućili kanali prokopani od korita rijeka, koji su dovodili vodu u područja udaljena od rijeka. U početku, dok je pritisak na zemlju bio manji, branom na rijeci bi se navodnila okolna polja. Kasnije, kada je postao značajan uzgoj voća i povrća, postalo je nužno navodnjavanje tijekom čitave godine. Dijelovi prvog poznatog kanala u Mezopotamiji vide se i danas, a izvire iz Tigrisa. Dao ga je iskopati namjesnik sumerskog grada Lagaša još prije 2500. pr. Kr., što nam je poznato iz po očuvanom zapisu o njegovu projektu. Bio je dug 150 kilometara, kao prvi u golemoj mreži kanala koji su preko četiri tisućljeća nastavili služiti kao okosnica trgovine i navodnjavanja. 
Godine 690. pr. Kr. je asirski kralj Sanherib na rijeci Atrush sazidao kamenu branu, a zajaženu je vodu do njegove prijestolnice (Niniva) dopremao kanal dug 58 km, koji je rijeku Jerwan prešao akvaduktom dugim 350 m, a širokim 20 m, na pet lukova. Na Bliskom Istoku je bilo uobičajeno dovesti vodu iz izvora tunelima u grad (kanat), za slučaj opsade. Ostatci pokazuju da su nasipi oko Eufrata bili široki oko 30 m i dugi stotine kilometara, s jarcima koji su višak vode odvodili u rezervoare u pustinji. No ne znamo gotovo ništa o načinima gradnje tih velikih sustava.
I u drevnom Egiptu i u drevnoj Mezopotamiji bila je u uporabi jednostavna naprava za podizanje vode, zvana šaduf – duga motka na osovini koja se može vrtjeti na stalku, s kamenim utegom na jednom (kraćem) kraju i posudom za vodu obješenom na konopac na drugom. Ta je jednostavna naprava povećala učinkovitost navodnjavanja i u raznim oblicima ostala u uporabi stoljećima, a pojavila se oko 3000. pr. Kr.

### Plug, vol i jaram
Oranje bitno povećava učinkovitost tla. Plug je alat za početnu pripremu tla za sijanje i sadnju, a glavna mu je zadaća okretanje gornjeg sloja zemlje u unutrašnjost i dovođenje unutarnjeg sloja na površinu, čime se omogućuje da svježa hranjiva dođu na površinu, postiže se bolja prozračnost i rahlost tla. Najraniji je plug bio rašljast štap (rašljasti kraj je imao ulogu drške) zašiljenog donjeg kraja (koji je služio kao lemeš) kojeg je konopcem isprva vukao čovjek. Kasnije su se za vuču počele rabiti životinje, najčešće vol. Životinje su isprva bile vezane konopcem za rogove.
Rani dokazi o postojanju rala, najjednostavnijih plugova, potječu iz zapisa slikovnim pismom u Uruku u Mezopotamiji (današnji Irak) napravljenih prije 3000. pr. Kr. Ralo je drveni alat s dvostrano oštrim lemešom, bez ornica i postrane daske, koje ore i odrgće zemlju na obje strane. Ralo je najstarija i najjednostavnija orača sprava koja pri radu ruje i donekle razbacuje zemlju. Kasnije je uže zamijenjeno motkom učvršćenom za jaram i taj je oblik uprezanja korišten stoljećima. Uporaba jarma je omogućila djelotvorno korištenje para životinja za oranje ili prijevoz kolima s kotačima. No ralo ne prevrće zemlju, već ju samo odgrće na obje strane, ono ore samo tamo gdje prođe greben pa između redova dosta zemlje ostane netaknuto. Zato se je oralo više puta u više smjerova. U Mezopotamiji je između 3000. i 2000. pr. Kr. plug dodatno poboljšan. Oko 1000. pr. Kr. pojavljuje se okretni ručni žrvanj, koji je ubrzao svakidašnji posao mljevenja zrnja.

### Kruh i alkoholna pića
Naširoko su uzgajani ječam i datulje, koji su korišteni za proizvodnju alkoholnih pića vrenjem. Proizvodnja piva, koja zahtijeva klijanje i vrenje ječma, je prikazana na egipatskim grobnim slikama i mezopotamijskim pečatima iz vremena oko 2500. pr. Kr. Pečenje kruha je bilo uobičajeno u drevnom Egiptu i pretpostavlja se da je isti postupak korišten za vrenje piva. Ječam bi se navlažio i bio bi ostavljen da proklija. U slad pretvoren ječam bi se oblikovao u štruce i pekao. Pečene štruce bi se razmrvile i bile bi ostavljene da vriju u vodi nekoliko dana. Tako dobiveno fermentirano pivo bi se procijedilo i spremilo u boce. Vrenje piva od kruha je postalo važna djelatnost u drevnoj Mezopotamiji, gdje je detaljno određeno Hamurabijevim zakonom (Hamurabijeva stela). Budući da su datulje bogate šećerom, lako vriju u vrućoj klimi tih područja. 
U trećem tisućljeću pr. Kr. je u Sumeru i Egiptu uzgajano grožđe, premda je korištenje vina vjerojatno bila ograničena na kraljevske kuće i bogate slojeve društva. Vinarsko umijeće su usavršili tek stari Grci. Nalazi upućuju da se je na Bliskom istoku divlje grožđe jelo još oko 8000. pr. Kr. U Gruziji su pronađene sjemenke pitome loze, zajedno s posudama koje su mogle služiti za čuvanje vina, a potječi iz oko 5000. pr. Kr. Svakako je oko 3000. pr. Kr. u Gruziji vinarstvo bilo razvijeno, jer se u grobnicama nalaze sadnice loze.

### Obrada kovina i rudarstvo
Obrada kovina uključuje složeni skup tehnologija, koji uključuje vađenje rude, taljenje rude, te kovanje ili lijevanje u korisne izrađevine. Kovine imaju više prednosti pred kamenom kao materijal za izradu alata i oružja i tijekom vremena su zamijenile kamen. Nastanak drevnih civilizacija je bio popraćen razvojem niza pomoćnih tehnika, uključujući, barem u Starom svijetu, proizvodnju i obradu bronce (slitina bakra i kositra). Ovladavanje broncom je dalo ime novom dobu: brončano doba. U Novome svijetu brončano oružje i alat nije zamijenilo štap za kopanje i kamene čekiće i noževe, ali je razvijena metalurgija zlata i srebra u svrhu ukrašavanja. Čini se da su korištene tehnologije koje odgovaraju kemijskom galvaniziranju zlata (pozlaćivanje).
Zbog novih je tehnologija u ranim civilizacijama postala važna kontrola nad mineralnim izvorima. Za egipatske faraone su se važnima pokazali rudnici bakra na Sinaju. Na čitavom Bliskom istoku je kositar potreban za broncu prenošen preko velikih udaljenosti. U Srednjoj Americi se razvila trgovina opsidijanom (vulkanskim staklom) rabljenim za izradu noževa.

#### Bronca
Oko 3000. pr. Kr., vjerojatno u području u blizini Sirije i istočne Turske, je otkriven novi materijal. Majstori koji su radili s bakrom su otkrili da dodavanje male količine drugog materijala kojeg se moglo naći u okolici – kasiterita (kositrov kamen ili kositrov oksid, SnO2, primarna ruda kositra) – daje slitinu korisniju od samog bakra. To je otkriće navijestilo brončano doba i dovelo do golemog poboljšanja kakvoću oružja i alata. Bronca je puno tvrđa od bakra i ima niže talište, što lijevanje čini lakšim. Oružje, alati, posuđe i druge rukotvorine su postali češći. Premda u Mezopotamiji nema bakra i kositra, oni su stizali trgovanjem i postoje mnogi dokazi o njihovoj uporabi.
Bronca je u drevnoj Mezopotamiji naširoko korištena, dok je u drevnom Egiptu situacija bila drukčija. U Egiptu su postojali veliki rudnici bakra, ali nije bilo kositra, pa je prošlo tisuću godina dok bronca nije postala uobičajena u Egiptu. Postupci obrade bronce su doživjeli velika poboljšanja. Oko 2000. pr. Kr. su uvedeni mjehovi, što je jako povećalo učinkovitost obrade kovina. Kovina, koja je dotad bila korištena samo za oružje i neke alate, sada je postala uobičajena i u tom razdoblju nalazimo mnogo više brončanih izrađevina, koji pokazuju mnogo veću raznolikost u načinima lijevanja. Poboljšane su tehnike lijevanja i metalurgija i do 1500. pr. Kr. je obrada bronce postala vrlo istančana. Tijekom drugog tisućljeća je bronca naširoko korištena. Obrtnici su otkrili načine lijevanja vrlo velikih predmeta – model predmeta bi bio izrađen od voska i prekriven glinom. Glina je tada pečena da bi se uklonio vosak, a rastaljena kovina bi se ulila u šupljinu.

#### Kovano željezo
Dok je u Mezopotamiji, Egiptu i drugim mjestima prevladavala obrada bronce, Hetiti iz istočne Turske su otkrili uporabu druge kovine koja se pokazala jednako značajnom kao bakar i kositar. Čini se da su indoeuropski osvajači koji su naselili Europu, Bliski istok i Indiju poznavali tajnu proizvodnje željeza iz rude, kao i vještinu izrade željeznog oružja. Oni su oko 1600. pr. Kr. na Bliskom istoku osnovali Hetitsko carstvo, a nedugo potom i vedsku civilizaciju u Indiji. Drugi val indoeuropskih osvajača (Dorani) se pojavio u Grčkoj sa željeznim oruđem oko 1200. pr. Kr. Za razliku od ostalih tada poznatih kovina, željezo se u tada raspoloživim pećima nije moglo taliti (talište 1538° C), ali je bilo korišteno u nekim oblicima.
Prvo željezo koje su ljudi rabili već tijekom prapovijesti je bilo meteoritskog podrijetla (opaža se visok udio nikla). Premda dobivanje željeza iz rude seže i do 2500. pr. Kr., tako dobiveno željezo gotovo da nije korišteno sve dok nije uočeno da postaje tvrđe nakon višekratnog zagrijavanja u vatri drvenog ugljena i kovanja. Izrađevine od željeza se u Indiji pojavljuju u razdoblju od 1800. pr. Kr. do 1200. pr. Kr., a u sredozemnom području oko 1500. pr. Kr., kada se je počeo osjećati manjak bakra i kositra za broncu. Željezo je korišteno za izradu oružja tijekom drugog tisućljeća pr. Kr., napose nakon otprilike 1500. pr. Kr. No tek se oko 1000. pr. Kr. u Egiptu i Mezopotamiji željezo počelo značajnije rabiti za alat.
Obrada željeza iziskuje posve drukčije postupke nego obrada bakra ili bronce. Uporaba mjehova je omogućila postizanje viših temperatura u pećima, ali se taljenje kovine iz rude izvodilo putem plinova nastalih izgaranjem drvenog ugljena. Stoga je uvjete u peći trebalo kontrolirati bolje nego u slučaju bakra. Počevši od oko 1300. pr. Kr. su posebne peći omogućile dobivanje gotovo čistoga željeza u velikim grumenima. 
U pećima posebne vrste željezo je dobivano iz njegovih oksida. Proizvod tih peći je bila porozna mješavina željeza i šljake, spužvasto željezo, iz kojeg je kovanjem trebalo izbaciti šljaku. Te su peći imale oblik dimnjaka izrađenog od gline ili kamena, s otvorima za upuhavanje zraka pri dnu. Željezna ruda je pripremana mrvljenjem i pečenjem, da bi se uklonila vlaga, a veće su nečistoće ručno uklanjane. U izgaranjem ugljena, prethodno zagrijanu peć je s vrha ubacivana željezna ruda i ugljen, u jednakoj količini. U peći je ugljikov monoksid, nastao nepotpunim izgaranjem ugljena, reducirao željezne okside iz rude u metalno željezo bez taljenja rude, što je omogućivalo da peći rade na temperaturi nižoj od temperature tališta. Budući da je željeni proizvod peći gotovo čisto željezo, koje se može lako kovati, tj. s niskim udjelom ugljika, trebalo je pažljivo kontrolirati temperaturu i omjer rude i ugljena, kako željezo ne bi upilo previše ugljika i postalo nekovljivo. Na taj su način nastajale male čestice željeza, koje su padale na dno peći i povezivale se u spužvastu strukturu, čije je šupljine popunjavala šljaka. Stoga se ta smjesa morala naknadno zagrijavati i udarati čekićem, kako bi se šljaka uklonila iz nje. Tako dobiveno željezo je bilo gotovo čisto i nazivano je kovanim željezom. U ranim je pećima obično dobivano oko 1 kg željeza po paljenju.
Osim toga, željezo je mnogo manje kovno od bakra i stoga ga treba kovati dok je još usijano. To je značilo da je u svrhu iole značajne obrade željeza trebalo razviti niz novina, poput kliješta za držanje vrelog željeza, te nakovnja i teškog čekića. 
Lijevano željezo je prvi put proizvedeno u Kini oko 550. pr. Kr., dok je u Europi postupak njegove proizvodnje usvojen tek u srednjem vijeku.

#### Rudarenje
Egipatski su faraoni još 2600. pr. Kr. počeli slati svoje rudarske grupe izvan Egipta, na Sinajski poluotok, zbog njegovih bogatih nalazišta tirkiza, a tu su kopali i bakar. Već dvjesta godina prije dolaska Egipćana su lokalni stanovnici kroz pješčenjak probili velika okna, promjera i do 6 metara, te povezana sa sustavom podzemnih galerija. To je najstariji dosad pronađen sustav s oknima i galerijama za kopanje bakra. Egipćani su zlato vadili iz rudnika u Nubiji, na jugu, u velikim količinama. Moguće je da su za osvjetljavanje rudnika koristili velika brončana zrcala.

### Pečene opeke
Vjerojatno je iskustvo s keramičkim pećima i talionicama bakra dovelo do ideje pečenih opeka. U Mezopotamiji su oko 3500. pr. Kr. pečene opeke omogućile silan razvoj urbanizacije. Pri izgradnji hramova u mezopotamijskim gradovima korištena je kombinacija pečenih opeka, kamena i opeka sušenih na suncu, što pokazuje da su pečene opeke tada još uvijek bile novost. No ta je tehnička novina dovela do značajne promjene u građevinarstvu, premda još nekoliko stoljeća nije stigla do običnih ljudi.

### Monumentalna arhitektura
Monumentalne građevine su odlika svih prvobitnih civilizacija. U Egiptu su građene piramide, u Mezopotamiji, primjerice, veliki hramovi i piramide od opeka, poznate kao zigurati. Tako je Nabukodonosorov toranj, izgrađen oko 600. pr. Kr., bio viši od 90 metara. Kamen je bio rijedak, gradilo se uglavnom od opeka sušenih na suncu, koje ne mogu podnijeti veliku težinu (nije bilo ni dovoljno drva za pečenje opeka). Zato te građevine imaju svojstven stepeničasti oblik – kad je dosegnuta razina sigurnosti jednoga zida počeo se graditi sljedeći, iza i iznad prvoga na zemljanom temelju. Za povezivanje opeka je uobičajeno korišten asfalt ili bitumen.
U Kini je izgrađen Kineski zid, najveći građevinski pothvat u povijesti. Gradnja prvih 2000 kilometara zida, na granici stepe i obradivog tla, počela je u 4. st. pr. Kr. i bila je dovršena 221. – 207. pr. Kr., što se poklapa s prvim ujedinjenjem Kine. Kasnije je zid protegnut na oko 5500 kilometara. Visina mu uglavnom ne prelazi 15 metara. Veliki kanal u Kini, prvotno izgrađen od 581. do 618. i dug 2000 kilometara, također je primjer monumentalnog građevinarstva. Na njemu je radilo oko 5 500 000 radnika, od kojih je oko 2 000 000 preminulo tijekom gradnje.
Za drevni Egipat je svojstven neiscrpan izvor radne snage (uglavnom robovi, ali i domaće stanovništvo u razdobljima između poljodjelskih radova) pod apsolutnom vlašću vladara i uz veliku količinu kamena. Korištene su kosine i valjci. Nije korišten vijak niti kolotura. Nema složenih naprava poput dizalica. Kako su podizali teške kamene blokove pri gradnji piramida? Jedna od najstarijih teorija se oslanja na pješčani nasip, koji je kasnije trebalo otkopati. Proračuni za Keopsovu piramidu upućuju na nasip širine u bazi oko 800 metara (baza piramide je oko 250 metara). Kamenje se podizalo, što je bilo u uporabi, saonicama postupno podizanim pomoću poluga (njihalica). Druga teorija, bolje potkrijepljena dokazima, govori o nagnutoj cesti, ravnoj ili zavijenoj oko građevine. Najslavniji graditeljski promašaj je piramida faraona Snofrua (Savijena piramida), podignuta oko 2600. pr. Kr. Čini se da su graditelji na pola posla shvatili da im je piramida malo prestrma, pa su naglo smanjili kut uspona. Tako je nastala čudna građevina osmerostrane strukture.

### Ceste
Ceste su građene prvenstveno u svrhe uprave i vojske te trgovine, u svim bliskoistočnim civilizacijama. Čini se da rekord najduže pojedinačne ceste pripada Perzijskom carstvu, jer je njezina Kraljevska cesta (izgradio ju je Darije I.), sagrađena u 6. st. pr. Kr., tekla punih 2700 kilometara, od prijestolnice Suze (današnji Iran) do grada Sarda na zapadnoj obali današnje Turske. Vjerojatno je bila građena od sloja gline na koji je polagan sloj pijeska, zatim sloj šljunka, te površinski sloj od krupnih kamenih ploča. Grčki historičar Herodot tvrdi da je cesta imala 111 konaka (otprilike na svakih 25 kilometara) i da ju je bilo moguće prijeći za tri mjeseca. Čini se da su se ulice popločavale prije nego što se razvio sustav kanalizacije i vodovoda (Asirija, Babilonija). U Babilonu je poznata Ulica procesije građena od opeke prekrivene asfaltom, a na to su položene kamene ploče.

### Kotač
Prijevoz je potpuno izmijenjen uvođenjem kotača. Točno podrijetlo kotača nije poznato, ali nakon otprilike 3500. pr. Kr. nalazimo prikaze prijevoza pomoću kotača na keramici i drugim oblicima umjetnosti. Ljubljanski drveni kotač je najstariji drveni kotač s osovinom na svijetu, a star je oko 5150 godina. Prvi su kotači bili načinjeni od drveta, konkretno od tri povezana komada drveta. Činjenica da je isti oblik kotača korišten širom svijeta tijekom mnogih stoljeća ukazuje na to da se ta tehnologija prenosila iz jednog izvora, vjerojatno iz drevne Mezopotamije. Kotač nije svuda koristan i njegova praktična uporaba jako ovisi o raspoloživosti dobrih cesta. Američki su narodi poznavali kotač (dječje igračke), ali zbog oblika terena i nedostatka velikih životinja za vuču nije imao praktičnu ulogu. U sjevernoj su Africi stoljećima mnogo prikladnije bile karavane deva nego kola s kotačima.

### Plovila
Nakon otprilike 3500. pr. Kr. nalazimo u drevnom Egiptu i Mezopotamiji prikaze brodova korištenih za plovidbu rijekama. Bili su u osnovi građeni od trske ili papirusa, te korišteni za prijevoz ljudi i roba. Do 3000. pr. Kr. radilo su u biti o plovilima s kratkim veslima, kojima posada vesla okrenuta u smjeru gibanja broda. Prva se jedra u Egiptu opažaju oko 3000. pr. Kr. Bila su načinjena od pamučnog ili lanenog platna, kvadratnog oblika i postavljena okomito na os broda, tako da su se mogla rabiti samo kad je vjetar puhao u pravom smjeru. Narav rijeka u tim područjima činila je ta laka plovila uporabivima za prijevoz i trgovinu.
Tek oko 2500. pr. Kr. u drevnom Egiptu nalazimo dokaze o postojanju brodova s nizom vesala, kojima posada vesla okrenuta leđima u smjeru gibanja broda. Tada se je za izradu plovila počelo rabiti drvo, što je omogućilo građenje izdržljivijih i većih plovila. Nakon 2000. pr. Kr. gruba plovila s jedrom, koja su se razvila od čamaca i splavi građenih od trske, ustupaju mjesto drvenim brodovima s veslima i jedrima, te s visokim pramcem i krmom. Tim se brodovima upravljalo pomoću velikoga vesla postavljenoga sa strane u blizini krme (kormilo). U to su doba brodovi postajali sve više dorasli plovidbi morem, te su ubrzali trgovinu i naseljavanje u sredozemnom području. Neki su egipatski brodovi bili prilično veliki: oko 2400. pr. Kr. sagrađen je brod duljine oko 35 metara, a oko 1600. pr. Kr. brod duljine oko 70 metara (za prijevoz obeliska).
Prvi pomorci su se uglavnom klonili pučine, određujući položaj samo prema obali i Suncu (obalna plovidba). Iznimka su bili Feničani. Feničani se kao pomorska velesila pojavljuju oko 1100. pr. Kr., a njihovo je zlatno doba potrajalo do oko 800. pr. Kr. U tom su razdoblju osnovali mnoge kolonije u Mediteranu (Punsko carstvo), među njima i Kartagu. Brodovi Feničana su imali vertikalnu gredu na pramcu i na krmi, te kostur rebara koja su ojačavala trup broda građeno od dasaka, što je u osnovi moderna konstrukcija. Trgovali su maslinovim uljem, vinom, mramorom, kositrom i poljodjelskim proizvodima između sjeverne Afrike i Europe. Bili su u stanju prelaziti stotine kilometara preko otvorenoga mora. Moguće je da su pritom koristili astrolab (naprava koja oponaša gibanje Sunca i planeta). Znali su ploviti i noću daleko od obale. Plovili su sve do Britanije, Kanarskih otoka (1300 kilometara od španjolske atlantske obale) i Azorskih otoka (gdje su stigli oko 200. pr. Kr.). Oko 600. pr. Kr. fenička je ekspedicija po nalogu egipatskog faraona Neka II. oplovila Afriku s istoka na zapad.

### Vojna tehnika
Oko 2300. pr. Kr. je Sargon Akađanin (ili Sargon Veliki), kralj Babilonije, stvorio prvo carstvo u povijesti, protegnut od Sredozemnog mora do Perzijskog zaljeva, a ostvario je to pomoću najstarije poznate profesionalne vojske, koja je brojila 5400 vojnika. Treba imati na umu da su se samo jedan naraštaj ranije, sudeći po očuvanim tekstovima, žrtve u bojevima između suparničkih država u Sumeru (u južnoj Mezopotamiji) obično brojile jednoznamenkastim brojevima. Boj kod Kadeša između Egipćana i Hetita, oko 1270. pr. Kr.: 20 000 Egipćana protiv 17 000 Hetita s 2500 bojnih kola s po dva ili više boraca (moguće je da su brojevi pretjerani!). Boj kod Qarqara, 853. pr. Kr., Asirci protiv sirijskog, libanonskog i palestinskog kralja s vojskom od 52 900 pješaka, 3940 bojnih kola, 1900 konjanika, 1000 boraca na devama.

#### Bojna kola
Područja sjeverno od Mezopotamije su bila u dodiru i s nomadskim narodima sa stepa srednje Azije, što je dovelo do zanimljivih posljedica. Naime, stepski su pastiri pripitomili konja, a tome je dodana mezopotamijska vještina obrade drveta, što je rezultiralo bojnim kolima – vozilom koje će imati golem utjecaj na povijest zbog svoje uloge u ratovima. Tako su Hetiti u Anatoliji u drugom tisućljeću pr. Kr. prvi upregnuli konja i magarca u kola s kotačima, stvarajući bojna kola, što je posve preobrazilo ratovanje na Bliskom istoku.
Veliko doba ratovanja na drevnom Bliskom istoku je uslijedilo poslije izuma bojnih dvokolica, koje su najstariji ratni stroj. Prvi poznati prikaz bojnih kola, sa zapregom od četiri divlja magarca, jest brončani kipić pronađen u današnjem Iraku, iz otprilike 3000. pr. Kr. Urski barjak, urešena kutija iz Ura u današnjem Iraku, nastala 2500. pr. Kr., prikazuje bojna kola (četiri puna kotača, četiri magarca) u pratnji najstarije poznate nam vojske (kožnati oklop i koplja). U sljedeća dva tisućljeća su stalna poboljšanja (primjerice kotači sa žicama i metalne osovine) činiti dvokolice sve lakšima i bržima.
Uvođenje bojnih kola ovisi o nekoliko otkrića. U svrhu vođenja konja trebalo je uvesti uzde. Kotač više nije bio krug od drveta, već je sastavljen od glavine i žica. Oko 1200. osovina je pomaknuta prema natrag, a umjesto kotača s 4 žice uvodi se kotač sa 6 žica. Orma korištena za uprezanje volova prilagođena je konjima, no takva orma nije omogućavala uporabu konja kao životinje za vuču tereta i oranje. Naime, životinje su uprezane pomoću dva pojasa – preko prsa i preko trbuha – koji su se spajali na leđima u točki za koju je bio vezan teret za vuču. Takva je orma donekle odgovarala volu, ali je gušila konja, koji je stoga mogao vući samo lake terete, poput bojnih dvokolica.

#### Oklopi
Čini se da su prvi oklopi bili izrađivani od kože. Od metala su prve, koliko znamo, izrađivane kacige. U kraljevskom groblju u Uru iskopan je grob nekog princa pokopanog oko 2500. pr. Kr. s kacigom načinjenom od jednog komada elektrumskog lima (elektrum je prirodna slitina zlata i srebra). Moguće je da su slične izrađevine od bakra i bronce nosili niže postavljeni ratnici. Najstariji očuvani tjelesni oklop je vjerojatno onaj nađen u grobu u blizini Mikene u Grčkoj, 15. st. pr. Kr. Riječ je o potpunom brončanom oklopu načinjenom od preklopljenih ploča, težak i nesavitljiv, vjerojatno za dvokoličara. Pri iskapanju dvorca jednog faraona u Tebi iz oko 1400. pr. Kr., nađen je pak oklop načinjen od brončanih pločica ušivenih na kožno odijelo – laganiji i gipkiji, a istodobno se pojavljuje i u Kini. Oko 1000. pr. Kr. pojavljuju se oklopi od željeznih ljusaka. Najstariji trag žičanog oklopa (načinjen povezivanjem malih željeznih prstenova), koji omogućuje još bolju pokretljivost, nalazimo na kipu u Pergamu (današnja Turska) iz 2. st. pr. Kr. Istodobno se pojavljuje i u Kini.

### Staklo
Prvo pravo staklo je vjerojatno načinjeno u Mezopotamiji oko 2000. pr. Kr., zagrijavanjem kvarca (kremena, SiO2) i kristalne sode (natrijev karbonat, Na2CO3). Kalcij prirodno nazočan u sirovinama činio je staklo stabilnim, a olovo je dodavano da bi staklo bilo sjajnije.

### Tkanine i tkalački stan
Oko 3500. pr. Kr. i u Egiptu i u Mezopotamiji je bio u uporabi jednostavan tkalački stan za tkanje odjeće. Taj tkalački stan je bio postavljen na tlu i davao je grubu tkaninu. Kasnije se počeo rabiti vertikalni tkalački stan. Pamuk je vjerojatno bio izvožen iz doline rijeke Ind u Mezopotamiju, a Egipćani su ga uskoro počeli uzgajati. No ipak je u drevnom Egiptu glavno vlakno bilo laneno. U drugim područjima, poput Anatolije i Sirije, korištena je i vuna. U Kini su nađeni dokazi postojanja svilene odjeće iz perioda oko 3000. pr. Kr.